# Tháng 12 năm 2008
Trang này liệt kê những sự kiện quan trọng vào tháng 12 năm 2008.

## Thứ ba, ngày2 tháng 12
- Liên minh Dân chủ Nhân dân ngừng biểu tình và Thủ tướng Thái Lan Somchai Wongsawat (hình) từ chức sau khi Tòa án Hiến pháp giải thể Đảng Sức mạnh Nhân dân và hai đảng chính trị khác.
- Dịch tả tại Zimbabwe lan rộng hơn, làm hàng trăm người chết và hơn 10.000 người bị lây từ tháng 8.

## Chủ nhật, ngày28 tháng 12
- Việt Nam đoạt Giải vô địch bóng đá Đông Nam Á 2008